# Al-Abbudijja
Al-Abudijja – wieś w Syrii, w muhafazie Hims, w dystrykcie Hims. W 2004 roku liczyła 178 mieszkańców.